# Petruschka (Kinderbuch)
Petruschka ist ein im Der Kinderbuchverlag Berlin erschienenes Kinderbuch. Die erste Ausgabe erschien 1977. Das russischsprachige Original wurde durch den Verlag Sowjetskaja Rossija 1973 in Moskau verlegt. Das Buch wendet sich an Leser ab 7 Jahren.

## Inhalt
Petruschka lebt im Puppenland, am Ufer des blauen Meeres. Er ist aus Stoff, und wenn er auch ein Schlingel ist, so hat er doch das Herz auf dem rechten Fleck. So dauert es nicht lange, bis er sich den Zorn des bösen Puppenzaren Formallein zugezogen hat. Kreuz und quer durchs Puppenland muss Petruschka flüchten, mit Mut und List schlägt er seinen Verfolgern immer wieder ein Schnäppchen. Dabei geht es nicht nur um ihn – er muss die kleine Aljonka retten, seinen alten Vater Trofim aus dem Gefängnis befreien. Gemeinsam mit der Matroschka, dem Schmied Ignat und vielen anderen Puppen nimmt Pietruschka den Kampf gegen den grausamen Formallein auf.
Weitere Charaktere sind der Richter Halbe-Halbe, der General Stillgestanden, der Gedächtnisbewahrer des Zaren, der Zarenbote Sausewind sowie der Gutsbesitzer Sparbüchse.

## Rezension
Dieses in der DDR beliebte Fabelhafte Kinderbuch heroisiert den Kampf der anfangs gehorsamen und machtlosen Untertanen gegen selbstherrliche Autoritäten. Der die friedliche Revolution versinnbildlichende Sturm auf den Palast führt zum Sturz der Mächtigen und zur Beendigung aller Kriege.